# نیلوفر آبی پیکان‌برگ
نیلوفر آبی پیکان‌برگ (نام علمی: Nuphar sagittifolia) نام یک گونه از سرده نیلوفر آبی زرد است.